# Molophilus vorax
Molophilus vorax là một loài ruồi trong họ Limoniidae. Chúng phân bố ở miền Australasia.